# Поллок (Луїзіана)
Поллок (англ. Pollock) — місто (англ. town) в США, в окрузі Ґрант штату Луїзіана. Населення — 394 особи (2020).

## Географія
Поллок розташований за координатами 31°31′33″ пн. ш. 92°24′32″ зх. д. / 31.52583° пн. ш. 92.40889° зх. д. (31.525834, -92.408754).  За даними Бюро перепису населення США в 2010 році місто мало площу 3,34 км², з яких 3,34 км² — суходіл та 0,01 км² — водойми. В 2017 році площа становила 20,37 км², з яких 20,29 км² — суходіл та 0,08 км² — водойми.

## Демографія
Згідно з переписом 2010 року, у місті мешкало 469 осіб у 183 домогосподарствах у складі 121 родини. Густота населення становила 140 осіб/км².  Було 207 помешкань (62/км²).
Расовий склад населення:
| - 95,9 % — білих - 0,6 % — корінних американців - 0,4 % — азіатів - 0,2 % — чорних або афроамериканців |

До двох чи більше рас належало 2,8 %. Частка іспаномовних становила 1,3 % від усіх жителів.
За віковим діапазоном населення розподілялося таким чином: 29,0 % — особи молодші 18 років, 63,8 % — особи у віці 18—64 років, 7,2 % — особи у віці 65 років та старші. Медіана віку мешканця становила 30,6 року. На 100 осіб жіночої статі у місті припадало 101,3 чоловіків;  на 100 жінок у віці від 18 років та старших — 95,9 чоловіків також старших 18 років.
Середній дохід на одне домашнє господарство  становив 50 055 доларів США (медіана — 35 469), а середній дохід на одну сім'ю — 59 448 доларів (медіана — 43 750). За межею бідності перебувало 29,6 % осіб, у тому числі 54,6 % дітей у віці до 18 років та 32,7 % осіб у віці 65 років та старших.
Цивільне працевлаштоване населення становило 160 осіб. Основні галузі зайнятості: освіта, охорона здоров'я та соціальна допомога — 28,8 %, роздрібна торгівля — 13,1 %, публічна адміністрація — 12,5 %.